# Томсон, Николай Мартынович
Николай Мартынович Томсон (эст. Nikolai Tomson, 14 февраля 1898, Audru Rural Municipality — 2 апреля 1972, Ленинград) — эстонский советский учёный в области гигиены. Академик АН Эстонской ССР (1946).

## Биография
Член Коммунистической партии с 1918 года. В 1926 году окончил Военно-медицинскую академию в Ленинграде.
С 1932 по 1951 год работал в Институте общей и коммунальной гигиены Академии медицинских наук СССР. С 1951 заведовал лабораторией Института радиационной гигиены.
В 1946 году избран действительным членом Академии наук Эстонской ССР по отделению химических, геологических и биологических наук (первый состав).
В 1951—1952 годах — вице-президент АН ЭССР.
Жил в Ленинграде, ул. Савушкина, 30.

## Научные интересы
Вёл исследования в области гигиены воздуха, разработки гигиенических норм при планировке населенных пунктов и др.